# The Blood on Satan's Claw
The Blood on Satan's Claw (bra: O Estigma de Satanás) é um filme britânico de terror folclórico sobrenatural de período de 1971, dirigido por Piers Haggard e estrelado por Patrick Wymark, Linda Hayden, e Barry Andrews. Ambientado na Inglaterra do início do século XVIII, ele acompanha os moradores de uma vila rural cuja juventude cai sob a influência de uma presença demoníaca depois que um fazendeiro local desenterra um misterioso crânio deformado enterrado em um campo. É amplamente considerado um dos três filmes que introduziram a estética de terror folclórico ao cinema britânico, uma "trindade profana" cujas outras entradas são Witchfinder General (1968) e The Wicker Man (1973).
O roteiro do filme foi originalmente escrito por Robert Wynne-Simmons como uma antologia de histórias de terror ambientadas em uma pequena vila, e tinha o título provisório de Satan's Skin. Depois que o diretor Haggard foi contratado para o projeto, ele e Wynne-Simmons retrabalharam o roteiro em uma narrativa coesa singular. A fotografia principal ocorreu em 1970, principalmente na região de Chiltern Hills, na Inglaterra.
The Blood on Satan's Claw estreou na cidade de Nova Iorque em abril de 1971, e foi posteriormente lançado em Londres em 16 de julho de 1971. Foi recebido com avaliações medianas dos críticos, e teve desempenho abaixo do esperado nas bilheterias. Nos anos seguintes, no entanto, o filme ganhou um seguimento cult, e foi citado por vários estudiosos do cinema como um progenitor do gênero de terror folclórico, junto com seus contemporâneos Witchfinder General (1968) e The Wicker Man (1973).

## Enredo
Em uma vila rural no início do século XVIII na Inglaterra, o fazendeiro Ralph Gower descobre um crânio deformado com um olho intacto e uma pelagem estranha. Ele insiste que o juiz local o examine, mas ele misteriosamente desaparece. O juiz desconsidera o incidente, creditando-o aos medos supersticiosos de Ralph. Enquanto isso, Peter Edmonton traz sua noiva, Rosalind Barton, para conhecer sua tia, Senhora Banham, com quem o juiz está hospedado. A Senhora Banham e o juiz desaprovam a união e providenciam para que Rosalind durma em um quarto abandonado no sótão. Rosalind começa a gritar durante a noite e fere Banham quando ela investiga, fazendo com que ela fique misteriosamente doente.
Apesar dos protestos de Peter, o juiz providencia a internação de Rosalind; enquanto ela é levada para fora, Peter vislumbra uma garra monstruosa no lugar de sua mão. Enquanto isso, três crianças encontram uma garra do corpo deformado do qual o crânio presumivelmente veio enquanto brincavam perto de um campo. Naquela noite, Mistress Banham desaparece. Convencido de que a casa contém o mal, Peter entra furtivamente no quarto do sótão à noite e é atacado por uma criatura com uma garra peluda. Ele tenta cortá-la com uma faca, mas quando o juiz entra, ele descobre que Peter cortou sua própria mão. Embora cético quanto ao envolvimento sobrenatural, o juiz pega emprestado um livro sobre bruxaria. No dia seguinte, o juiz parte para Londres, deixando o pomposo e lento escudeiro Middleton no comando, mas promete retornar.
Mark, uma das três crianças, é atraído para fora por seus colegas de classe, que estão matando aula de escritura para que possam jogar jogos ritualísticos em uma igreja em ruínas sob sua líder, Angel Blake. Mark é enganado para jogar um jogo letal de cabra-cega, e seu corpo é escondido no galpão de lenha de sua família. Angel Blake tenta seduzir o curato, Reverendo Fallowfield. Quando ele resiste, ela lhe diz que Mark está morto e "tinha o diabo dentro dele, então o cortamos". No funeral de Mark, o pai de Angel fala com o escudeiro, acusando o cura de tentar molestar sua filha e, muito possivelmente, de matar Mark.
A irmã de Mark, Cathy, está colhendo flores para seu túmulo quando dois garotos a atacam e a amarram sob o pretexto de uma brincadeira. Ralph, que a estava cortejando, ouve seu grito, mas não consegue encontrá-la. Os garotos levam Cathy até Angel, que a leva em uma procissão com as outras crianças até a igreja em ruínas, onde eles celebram uma Missa Negra para o demônio Behemoth, que aparece como uma fera peluda. As crianças rasgam o vestido de Cathy para revelar pelos em suas costas. Todas as crianças têm criado esses pedaços de pelo, que foram esfolados de seus corpos para restaurar a forma física do demônio. O culto ritualisticamente estupra e assassina Cathy e esfola o pelo de suas costas. Ralph encontra seu corpo na igreja e a carrega até o Escudeiro, que liberta Fallowfield, mas não consegue prender Angel, que desapareceu.
Ralph encontra homens tentando afogar uma garota chamada Margaret, que eles suspeitam de bruxaria. Ele a resgata e encontra pelos em sua perna. Ele convence um médico a removê-los, mas quando Margaret acorda, ela prova ser uma serva comprometida do diabo e foge. O juiz retorna e coloca cães para rastreá-la. Margaret procura Angel, mas Angel a abandona quando percebe que não carrega mais um pedaço da pele do demônio.
Margaret é capturada e, interrogada pelo juiz, revela que o culto se reunirá na igreja em ruínas para completar o ritual de reconstrução do corpo do demônio. O juiz reúne uma multidão para destruir o culto e o demônio. Ralph, cuja perna tem pelos, acorda na igreja cercada pelo culto. Ele quase arranca os pelos das pernas em transe antes do ataque da multidão. Na violência que se seguiu, Angel é morto, e o juiz mata o demônio com uma espada, acabando com a maldição sobre Ralph e o devolvendo ao normal.

## Elenco
- Patrick Wymark como The Judge
- Linda Hayden como Angel Blake
- Barry Andrews como Ralph Gower
- Michele Dotrice como Margaret
- Wendy Padbury como Cathy Vespers
- Anthony Ainley como Reverend Fallowfield
- Charlotte Mitchell como Ellen
- Tamara Ustinov como Rosalind Barton
- Simon Williams como Peter Edmonton
- James Hayter como Squire Middleton
- Howard Goorney como The Doctor
- Avice Landone como Isobel Banham
- Robin Davies como Mark Vespers
- Godfrey James como Angel's Father

A atriz Roberta Tovey tem um papel não creditado como a integrante do coven que atrai a personagem de Padbury para a morte.

## Produção

### Desenvolvimento
O filme foi originalmente idealizado pelo roteirista Robert Wynne-Simmons como uma antologia de três histórias vagamente conectadas, mas separadas, ambientadas em uma vila da era vitoriana, a pedido da Tigon British Film Productions. As histórias díspares incluíam uma envolvendo uma mulher trancada em um sótão por sua tia abusiva; um grupo de crianças que descobrem uma carcaça monstruosa em um campo; e um homem que corta sua própria mão, que está possuída por um demônio. Cada uma das histórias estava conectada por uma narrativa abrangente da vila pastoral sendo infiltrada por várias forças do mal. O roteiro de Wynne-Simmons foi inspirado em parte pela Família Manson e pelos assassinatos de crianças de Mary Bell. Mais tarde, ele elaborou:

O tema central de todo o filme foi a eliminação das antigas religiões. Não pelo cristianismo, mas por uma crença ateísta de que todos os tipos de coisas devem ser bloqueadas da mente. Então o Juiz representa uma iluminação obstinada, se preferir, que está dizendo "Não deixe essas coisas espreitando em cantos escuros. Traga-as para o aberto e então livre-se delas. Quando se tornarem um culto totalmente desenvolvido, elas se mostrarão."
Os executivos da Tigon finalmente optaram por ter Wynne-Simmons transpondo a história para uma comunidade agrícola do início do século XVIII, tendo sentido que a Era Vitoriana havia sido esgotada por vários filmes de gênero. Wynne-Simmons afirmou que foi especificamente solicitado pelos produtores para incluir uma série de elementos do filme anterior do estúdio, Witchfinder General, como o "Livro das Bruxas", bem como a sequência em que Margaret é mergulhada em um corpo d'água por moradores que suspeitam que ela seja uma bruxa. "Isso teve que ser incluído porque tinha sido muito bem-sucedido em Witchfinder General, então eles queriam repeti-lo", ele lembrou. "Eu não me importei tanto com isso, pois mostrou a incrível estupidez das pessoas na época. Além disso, várias outras mudanças foram ordenadas pela Tigon, incluindo uma reformulação do final, que originalmente tinha o Juiz alistando uma milícia para assassinar toda a vila para erradicar o culto. Os executivos da Tigon consideraram esse final muito sombrio, e ele foi substituído por um final em que o demônio é derrotado e os moradores são poupados.
O diretor Piers Haggard foi contratado para dirigir o projeto e trabalhou com Wynne-Simmons para reformular o roteiro de seu formato de antologia para uma narrativa singular e coesa. Resumindo o roteiro, Haggard comentou em 2003:
Todas as sequências poderosas e imaginativas de horror são invenção de Robert. Nada foi tirado dele do crédito por conceber aquela sequência de experiências e imagens e toda a história. Minha contribuição na escrita é inteiramente na área do personagem, da sutileza do personagem, tentando fazer os relacionamentos familiares ressoarem. Algumas das coisas sem ação são minhas, como as crianças vagando pela floresta e você é assombrado por medos e ansiedades e assim por diante. Essas coisas são principalmente minhas, então essa foi minha contribuição, tentar engrossar a textura.
Segundo o relato de Haggard, o título de produção do filme era The Devil's Touch, que posteriormente foi alterado para Satan’s Skin.

### Elenco
Haggard diz que Linda Hayden teve que ser usada porque ela estava sob contrato com Tony Tenser. Tamara Ustinov, filha do ator Peter Ustinov, foi escalada em parte por causa de seu nome. O papel do juiz foi originalmente oferecido a Peter Cushing, que recusou devido à doença de sua esposa; Christopher Lee foi considerado, mas sua taxa era muito alta para o orçamento, então Patrick Wymark foi escalado em seu lugar. O filme foi o último filme em inglês de Wymark e foi lançado três meses após sua morte.
Com o elenco mais jovem, Haggard dedicou duas semanas antes das filmagens para realizar os ensaios.

### Filmagem

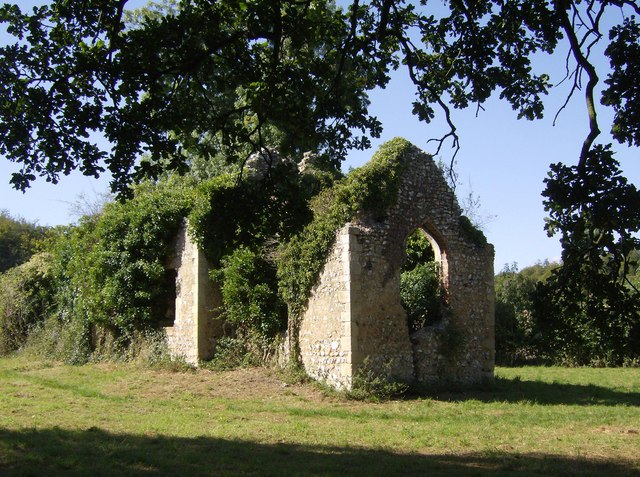
As ruínas da Igreja de Saint James em Bix Bottom foi o cenário de algumas das sequências mais dramáticas do filme

As filmagens começaram em 14 de abril de 1970 com um orçamento inicial de 75 mil libras esterlinas, que se expandiu para 82 mil libras esterlinas. As filmagens duraram aproximadamente oito semanas e ocorreram principalmente na pequena vila de Bix Bottom, Oxfordshire, localizada em Chiltern Hills. A igreja em ruínas que se destaca é a antiga Igreja de Saint James em Bix Bottom, que foi abandonada em 1875. Antes de sua aparição em The Blood on Satan's Claw, a igreja havia sido usada como locação em The Witches (1966).
A cena em que os moradores realizam um funeral para Mark Vespers foi filmada na vila de Hurley, enquanto partes das sequências na floresta foram filmadas na Reserva Natural de Warburg e no Parque Black perto de Iver Heath, Buckinghamshire. Além disso, algumas filmagens ocorreram no Pinewood Film Studios.
Vários membros mais jovens do elenco, particularmente Hayden, Ustinov e Richard Williams, lembraram que a direção de Haggard foi concisa e que a filmagem ocorreu sem problemas.
O filme foi filmado pelo diretor de fotografia Dick Bush. Ao conceber os elementos visuais do filme, Haggard foi influenciado pelas obras de Ingmar Bergman, particularmente O Sétimo Selo (1957) e A Fonte da Virgem (1960). Haggard adotou um estilo "pictórico" para o filme, marcado por ângulos de câmera baixos que projetam os atores em paisagens altas contra o céu aberto.
Anthony Ainley, que interpreta um curato que a personagem de Linda Hayden tentou seduzir, disse certa vez em uma entrevista: "Quando chegou a hora de fazer a cena de nudez em que Angel entra na reitoria à noite e se despe, isso foi feito pelo menos três vezes e Linda acertou em cheio em cada tomada... ela era uma profissional completa, com um senso refinado de erótico, incomum para sua idade... acredito que ela tinha apenas 17 anos na época."

### Trilha sonora
A trilha sonora do filme foi composta por Marc Wilkinson, um compositor australiano que já havia trabalhado ao lado de Haggard no National Theatre. "[Ele] tinha um comando maravilhoso de sons estranhos", disse o diretor. "Ele não era alguém que lhe daria um som padrão. E acho que ele se superou completamente. É certamente uma das melhores trilhas sonoras que já tive para um filme."

## Lançamento

### Distribuição e bilheteria
The Blood on Satan's Claw foi adquirido pela distribuidora americana Cannon Films, que o lançou nos cinemas dos Estados Unidos na primavera de 1971, com estreia na cidade de Nova Iorque em 15 de abril de 1971. Ele passou a ser exibido com frequência no circuito de cinemas drive-in americano durante o restante de 1971.
Em sua Inglaterra natal, o filme foi aprovado pelo British Board of Film Classification (BBFC) com uma classificação X, e estreou em Londres em 16 de julho de 1971. Menos de dez segundos de cortes foram exigidos pelo BBFC, embora algumas sequências tenham sido opticamente escurecidas, incluindo a cena em que um anjo nu tenta seduzir o Curato. De acordo com o roteirista Wynne-Simmons, uma cena de Angel fazendo sexo oral no demônio também foi significativamente truncada e escurecida, embora uma breve parte dela apareça no corte final do filme. Para seu lançamento na Inglaterra, a Tigon British Film Distributors garantiu o New Victoria Cinema para exibir o filme, que acomodou 2 600 convidados. No entanto, após baixas vendas de ingressos, o filme foi retirado do cinema após ser exibido por apenas uma semana.

### Resposta crítica
Após seu lançamento nos cinemas, The Blood on Satan's Claw, as críticas dos críticos de cinema variaram de favoráveis a medianas.
O Monthly Film Bulletin escreveu: "O enredo de Satan's Skin, que diz respeito à disseminação de um culto satânico entre as crianças de uma vila rural do século XVII, é uma amálgama potencialmente intrigante de Witchfinder General e Children of the Damned. A aliança da inocência e do mal sempre foi um tema revelador para o terror, e aqui — pelo menos por algum tempo — o diretor Piers Haggard tira vantagem disso. Linda Hayden está excelente como Angel Blake, a líder das crianças demônio, e a sequência em que ela tenta seduzir o padre local em sua própria igreja é extremamente poderosa. Mas, à medida que o filme avança, seu roteiro e direção perdem em sutileza e ganham em crueza: a sequência que mostra, em detalhes nauseantes, a remoção da "pele de demônio" de uma garota é estilisticamente inepta e tematicamente irrelevante. E embora Patrick Wymark tente arduamente dar um pouco de vida às coisas para o clímax, a atmosfera já foi definitivamente destruída." Nota: em uma edição posterior, o The Monthly Film Bulletin em sua seção Addenda and Corrigenda escreveu: "SATAN'S SKIN (Revisado no M.F.B. No. 446, p.57): O título deste filme foi alterado para BLOOD ON SATAN'S CLAW".
Vincent Canby, do The New York Times, elogiou as atuações no filme, acrescentando que ele tem "boa parte da qualidade de uma obra de H. P. Lovecraft, na vulnerabilidade até mesmo de seus personagens heróicos, bem como em sua paisagem pastoral que contém a ameaça de "eeveel" dentro de cada clareira salpicada de sol. Mais particularmente, ele contém a aceitação perfeitamente séria de Lovecraft de um universo cuja ordem natural pode, a qualquer momento, ser derrubada por uma desordem sobrenatural."
No site agregador de críticas Rotten Tomatoes, o filme tem um índice de aprovação de 70% com base em 10 avaliações, com uma classificação média de 6,3/10.

### Mídia doméstica
The Blood on Satan's Claw recebeu pela primeira vez um lançamento em VHS nos Estados Unidos em 1985 pela Paragon Video Productions. Foi relançado neste formato em 1993 pela MGM Home Entertainment. Em 2005, foi lançado pela Anchor Bay Entertainment em um box set da Região 2 junto com vários outros filmes da Tigon British Film Distributors, incluindo Witchfinder General, The Beast in the Cellar, e outros.
A gravadora britânica Odeon Entertainment lançou Blood on Satan's Claw em Blu-ray em 2013. Em maio de 2019, a Screen bound Pictures, sediada na Inglaterra, lançou um DVD e um Blu-ray de edição limitada apresentando uma nova restauração do filme. Em novembro de 2019, a Severin Films lançou outro Blu-ray de edição limitada, junto com um CD bônus da trilha sonora original, limitado a três mil unidades.

### Títulos variantes
Existem cópias variantes do filme com The Blood on Satan's Claw e Blood on Satan's Claw nos títulos de abertura, o que levou as duas versões a serem usadas de forma intercambiável em lançamentos de DVD e Blu-ray. Os pôsteres dos EUA usaram The Blood on Satan's Claw. Os pôsteres do Reino Unido (e anúncios de jornal da época) usaram Blood on Satan's Claw. Blood on Satan's Claw também foi a versão usada no lançamento da trilha sonora de 2007 da Trunk Records, no drama Audible de 2018 e na capa da novelização de 2022 do roteirista Robert Wynne-Simmons.

## Legado
Nos anos desde seu lançamento, The Blood on Satan's Claw ganhou um pequeno seguimento cult. Em sua série de documentários da BBC de 2010, A History of Horror, o escritor e ator Mark Gatiss se referiu ao filme como um excelente exemplo do subgênero de "terror folclórico", agrupando-o com Witchfinder General de 1968 e The Wicker Man de 1973, cada um dos filmes que giram em torno de superstições e folclore da Grã-Bretanha. Gatiss participou de uma adaptação falada do filme, ao lado de Linda Hayden (interpretando um papel diferente do que ela interpretou no filme), lançada pela Audible.com em 2018.